# Stacy Woodard
Stacy Woodard (født 11. juni 1902, død 27. januar 1942) var en amerikansk filmproducer og filmfotograf der lavede kortfilm.
Han vandt en Oscar for bedste kortfilm (Nyhed), sammen med sin bror Horace Woodard, for filmen City of Wax.